# Anthemiolus
Anthemiolus (gestorven rond 471 n.Chr.) was een generaal in het West-Romeinse leger. Hij is de zoon van de West-Romeinse keizer Anthemius (467-472) en Marcia Euphemia, dochter van de Oost-Romeinse keizer Marcianus. Zijn naam betekent "kleine Anthemius" en is een verkleinwoord van zijn naam Anthemius en die van zijn vader, om ze van elkaar te kunnen onderscheiden.

## Geschiedenis
Het leven van Anthemiolus is enkel bekend uit de  Gallische kroniek van 511, waarin is opgetekend dat hij in 471 door zijn vader naar Gallië werd gestuurd met een "machtig" leger, vergezeld van drie generaals: Thorisarius, Everdingus en Hermianus. Hun opdracht bestond uit het terugdringen van  de Visigoten die kort daarvoor de Provence hadden bezet en nu ook de Auvergne dreigden te veroveren. Volgens het verslag verliep de veldtocht desastreus, Anthemiolus en zijn generaals werden verslagen door de Visigotische koning Eurik bij Arles en alle vier kwamen om het leven 
In de Chronica worden deze gebeurtenis geplaatst tussen de benoeming van Eurik in 467 en de burgeroorlog tussen Anthemius en Ricimer (471- 472). Het kan waarschijnlijk verder worden beperkt tot de periode waarin bekend is dat Anthemius een gezamenlijke poging organiseerde om de Visigoten uit Gallië te verwijderen, tussen 468 en 471. een periode waarin een leger onder leiding van de Brit Riothamus werd verslagen nabij Déols. Waarschijnlijk werd het leger van Anthemiolus  gestuurd om Riothamus te versterken en dat Eurik beide strijdkrachten afzonderlijk versloeg omstreeks in 470 of 471.